# Serie A 1969/1970
Soutěžní ročník Serie A 1969/1970 byl 68. ročník nejvyšší italské fotbalové ligy a 38. ročník pod názvem Serie A. Konal se od 14. září 1969 do 26. dubna 1970 a skončil vítězstvím Cagliari, který vyhrál svůj první titul v klubové historii.
Nejlepším střelcem se stal opět italský hráč Luigi Riva (Cagliari), který vstřelil 21 branek.

## Události

### Před sezonou
Nováčci soutěže: vítěz 2. ligy Lazio, se vrátilo po 2 letech, Brescia po roce a Bari po pěti letech.
Obhájci titulu z Fiorentiny se téměř vůbec nezměnil. To Inter se rozhodl, že přivede trenéra Heriberta Herreru (Juventus). Klub vyměnil Domenghiniho a Goriho za Boninsegna (Cagliari), který stál navíc ještě 250 milionu lir. Také přišel brankář Vieri (Turín) a po třech letech se vrátil Guarneri (Neapol). Jejich městský rival Rossoneri se posílil jen o Combina (Turín). Velké změny měl i Juventus, který přivedl Moriniho (Sampdoria), když jej vyměnil za Benettiho a Cuccureddu (Brescia), ten byl vyměněn za Bercellina a Menichelliho. Jejich městský rival Turín přivedl za 470 milionu lir Salu (Neapol). Do 
Další změny byli:Kurt Hamrin (Milán → Neapol), Bruno Mora (Milán → Parma), Pierluigi Pizzaballa (Řím → Verona), Harald Nielsen (Neapol → Sampdoria), Gerry Hitchens (Cagliari → Worchester), Jorge Toro (Modena → Verona) a Giuseppe Wilson (Interneapol → Lazio).

### Během sezony
Hned od prvních kol se do vedení dostali obhájci z Fiorentiny a také Cagliari. V 5. kole se oba týmy proti sobě střetli a Cagliari vyhrálo venku 1:0 a dostali se do vedení. Tam zůstali i v zimních měsících a stali se zimními mistry. Do konce sezony sice měli nějaké menší herní problémy, ale nakonec se na konci sezony radovali s prvního titulu i když ještě před šesti letech hrál Serii B. Titul tak poprvé byl vybojován klubem, který nebyl ze severu a ze středu Itálie. Titul si klub zasloužil i díky 11 inkasovaným gólům, což je stále platný rekord. Na 2. místě skončil o 4 body Inter a na 3. místě Juventus se ztrátou 7 bodů.
Prvním sestupujícím bylo Bari, které odehrálo dobrou první polovinu sezóny. Dále pak Palermo a Brescia, které sestoupilo po roce hraní v nejvyšší lize.

## Účastníci
| Klub              | Město     | Stadion                      | Trenér                                        | Nejlepší střelec                           |
| ----------------- | --------- | ---------------------------- | --------------------------------------------- | ------------------------------------------ |
| Bari              | Bari      | Stadio della Vittoria        | Oronzo Pugliese (1.–23. kolo) Carlo Matteucci | Mario Fara (4)                             |
| Boloňa            | Boloňa    | Stadio Comunale              | Edmondo Fabbri                                | Lucio Mujesan (7)                          |
| Brescia           | Brescia   | Stadio Mario Rigamonti       | Arturo Silvestri (1.–12. kolo) Mido Bimbi     | Giampaolo Menichelli (6)                   |
| Cagliari          | Cagliari  | Stadio Amsicora              | Manlio Scopigno                               | Luigi Riva (21)                            |
| Fiorentina        | Florencie | Stadio Comunale              | Bruno Pesaola                                 | Luciano Chiarugi (12)                      |
| Inter             | Milán     | Stadio San Siro              | Heriberto Herrera                             | Roberto Boninsegna (13)                    |
| Juventus          | Turín     | Stadio Comunale di Torino    | Luis Carniglia (1.–6. kolo) Ercole Rabitti    | Pietro Anastasi (15)                       |
| Lanerossi Vicenza | Vicenza   | Stadio Romeo Menti           | Héctor Puricelli                              | Alessandro Vitali (17)                     |
| Lazio             | Řím       | Stadio Olimpico              | Juan Carlos Lorenzo + Roberto Lovati          | Giorgio Chinaglia (12)                     |
| Milán             | Milán     | Stadio San Siro              | Nereo Rocco                                   | Pierino Prati (12)                         |
| Neapol            | Neapol    | Stadio San Paolo             | Giuseppe Chiappella                           | José Altafini (12)                         |
| Palermo           | Palermo   | Stadio La Favorita           | Carmelo Di Bella                              | Sergio Pellizzaro, Gaetano Troja (6)       |
| Řím               | Řím       | Stadio Olimpico              | Helenio Herrera                               | Joaquín Peiró (5)                          |
| Sampdoria         | Janov     | Stadio Luigi Ferraris        | Fulvio Bernardini                             | Ermanno Cristin (4)                        |
| Turín             | Turín     | Stadio Comunale di Torino    | Giancarlo Cadé                                | Giorgio Ferrini, Giambattista Moschino (7) |
| Verona            | Verona    | Stadio Marcantonio Bentegodi | Renato Lucchi                                 | Sergio Clerici (8)                         |

## Tabulka
| Poř. | Tým               | Z  | V  | R  | P  | VG | OG | B  |
| ---- | ----------------- | -- | -- | -- | -- | -- | -- | -- |
| 1.   | Cagliari          | 30 | 17 | 11 | 2  | 42 | 11 | 45 |
| 2.   | Inter             | 30 | 16 | 9  | 5  | 41 | 19 | 41 |
| 3.   | Juventus          | 30 | 15 | 8  | 7  | 43 | 20 | 38 |
| 4.   | Milán             | 30 | 13 | 10 | 7  | 38 | 24 | 36 |
| 5.   | Fiorentina        | 30 | 15 | 6  | 9  | 40 | 33 | 36 |
| 6.   | Neapol            | 30 | 10 | 11 | 9  | 24 | 21 | 31 |
| 7.   | Turín             | 30 | 11 | 8  | 11 | 20 | 31 | 30 |
| 8.   | Lazio             | 30 | 11 | 7  | 12 | 33 | 32 | 29 |
| 9.   | Lanerossi Vicenza | 30 | 11 | 7  | 12 | 32 | 31 | 29 |
| 10.  | Boloňa            | 30 | 6  | 16 | 8  | 22 | 24 | 28 |
| 11.  | Řím               | 30 | 8  | 12 | 10 | 27 | 36 | 28 |
| 12.  | Verona            | 30 | 8  | 10 | 12 | 26 | 30 | 26 |
| 13.  | Sampdoria         | 30 | 6  | 12 | 12 | 22 | 37 | 24 |
| 14.  | Brescia           | 30 | 5  | 10 | 15 | 20 | 35 | 20 |
| 15.  | Palermo           | 30 | 5  | 10 | 15 | 23 | 45 | 20 |
| 16.  | Bari              | 30 | 5  | 9  | 16 | 11 | 35 | 19 |

Poznámky
- Z = Odehrané zápasy; V = Vítězství; R = Remízy; P = Prohry; VG = Vstřelené góly; OG = Obdržené góly; B = Body
- za výhru 2 body, za remízu 1 bod, za prohru 0 bodů.
- při rovnosti bodů rozhodovalo skóre.

|  | Mistr ligy a přímý postup do poháru PMEZ 1970/71 |
|  | Přímý postup do poháru PVP 1970/71               |
|  | Přímý postup do VP 1970/71                       |
|  | Sestup do Serie B                                |

## Statistiky

### Výsledková tabulka
|            | Bari | Boloňa | Brescia | Cagliari | Fiorentina | Inter | Juventus | L. Vicenza | Lazio | Milán | Neapol | Palermo | Řím | Sampdoria | Turín | Verona |
| ---------- | ---- | ------ | ------- | -------- | ---------- | ----- | -------- | ---------- | ----- | ----- | ------ | ------- | --- | --------- | ----- | ------ |
| Bari       | –    | 0:2    | 2:0     | 0:0      | 1:1        | 0:1   | 2:1      | 0:0        | 0:0   | 0:5   | 0:0    | 1:0     | 1:0 | 0:0       | 0:1   | 0:2    |
| Boloňa     | 1:1  | –      | 0:3     | 0:0      | 2:2        | 2:1   | 0:0      | 1:1        | 1:0   | 0:1   | 1:2    | 3:1     | 1:1 | 1:1       | 0:1   | 0:0    |
| Brescia    | 0:0  | 1:1    | –       | 0:2      | 1:2        | 1:1   | 0:1      | 1:1        | 0:0   | 1:4   | 1:2    | 4:2     | 0:1 | 0:0       | 0:1   | 0:0    |
| Cagliari   | 2:0  | 1:0    | 4:0     | –        | 0:0        | 1:1   | 1:1      | 2:1        | 1:0   | 1:1   | 2:0    | 2:0     | 1:0 | 4:0       | 2:0   | 1:0    |
| Fiorentina | 3:0  | 0:1    | 0:1     | 0:1      | –          | 2:0   | 2:0      | 2:1        | 2:0   | 4:2   | 1:2    | 3:1     | 2:2 | 1:0       | 0:0   | 1:0    |
| Inter      | 1:0  | 1:0    | 3:1     | 1:0      | 3:0        | –     | 0:0      | 0:0        | 3:0   | 0:0   | 1:0    | 2:0     | 2:0 | 3:2       | 2:0   | 0:0    |
| Juventus   | 1:0  | 1:1    | 1:0     | 2:2      | 2:0        | 2:1   | –        | 4:0        | 2:1   | 3:0   | 0:0    | 4:1     | 1:1 | 2:0       | 1:2   | 3:0    |
| L. Vicenza | 2:0  | 1:1    | 0:1     | 1:2      | 1:2        | 1:1   | 1:0      | –          | 2:1   | 1:0   | 3:2    | 1:1     | 3:0 | 2:1       | 1:0   | 3:0    |
| Lazio      | 4:1  | 1:0    | 1:0     | 0:2      | 5:1        | 3:1   | 2:0      | 1:0        | –     | 1:0   | 0:2    | 4:0     | 1:1 | 1:0       | 1:1   | 0:1    |
| Milán      | 1:0  | 0:0    | 1:1     | 0:0      | 4:2        | 0:1   | 0:2      | 1:0        | 3:0   | –     | 1:0    | 1:0     | 2:3 | 0:0       | 3:0   | 2:0    |
| Neapol     | 1:0  | 0:0    | 0:0     | 0:2      | 0:1        | 0:0   | 1:0      | 1:0        | 1:1   | 1:1   | –      | 0:0     | 0:0 | 0:2       | 4:0   | 2:1    |
| Palermo    | 0:0  | 1:0    | 1:3     | 1:0      | 1:1        | 1:2   | 1:3      | 1:3        | 1:1   | 0:0   | 0:0    | –       | 2:2 | 3:0       | 1:0   | 1:0    |
| Řím        | 1:0  | 1:2    | 1:0     | 1:1      | 0:1        | 2:1   | 0:3      | 1:0        | 2:1   | 0:1   | 2:1    | 1:1     | –   | 3:3       | 0:0   | 1:1    |
| Sampdoria  | 1:0  | 0:0    | 2:0     | 0:0      | 1:3        | 0:5   | 0:0      | 0:1        | 0:2   | 1:1   | 0:0    | 1:0     | 2:0 | –         | 1:1   | 2:1    |
| Turín      | 0:1  | 1:1    | 1:0     | 0:4      | 1:0        | 0:0   | 0:3      | 1:0        | 3:0   | 0:1   | 0:2    | 1:1     | 0:0 | 2:1       | –     | 2:1    |
| Verona     | 4:1  | 0:0    | 0:0     | 1:1      | 0:1        | 1:3   | 1:0      | 3:1        | 1:1   | 2:2   | 1:0    | 2:0     | 2:0 | 1:1       | 0:1   | –      |

### Střelecká listina
| Pořadí | Jméno              | Klub              | Branky |
| ------ | ------------------ | ----------------- | ------ |
| 1.     | Luigi Riva         | Cagliari          | 21     |
| 2.     | Alessandro Vitali  | Lanerossi Vicenza | 17     |
| 3.     | Pietro Anastasi    | Juventus          | 15     |
| 4.     | Roberto Boninsegna | Inter             | 13     |
| 5.     | Luciano Chiarugi   | Fiorentina        | 12     |
| 5.     | Giorgio Chinaglia  | Lazio             | 12     |
| 5.     | Pierino Prati      | Milán             | 12     |
| 8.     | Mario Bertini      | Inter             | 9      |

## Vítěz
| Serie A Vítěz pro rok 1969/70 |
| ----------------------------- |
| Cagliari Calcio               |
|                               |